# Хэнань-Хубэйская операция
Хэнань-Хубэйская операция (豫西鄂北會戰|s=豫西鄂北会战 Yù Xī È Běi Huìzhàn) — стратегическая военная операция вооружённых сил Японии, проводившаяся 21 марта — 11 мая 1945 года) против китайских войск в ходе японо-китайской войны 1937—1945.
После попытки наступления частей 6-го фронта в Центральном Китае в направлении реки Гучэн. Затем японские войска 12А прекратили наступление и перешли к обороне по рубежу реки Хуанхэ — городов Лонин, Наньян, Ичан, чем и завершилась Хэнань-Хубэйская операция.